# Europäischer Latsis-Preis
Der Europäische Latsis-Preis (European Latsis Prize) der Europäischen Wissenschaftsstiftung (European Science Foundation, ESF) war ein von 1999 bis 2012 jährlich vergebener Wissenschaftspreis. Der Preis war mit 100.000 Schweizer Franken dotiert und wurde von der Internationalen Latsis-Stiftung gefördert. Er wurde jedes Jahr in einem anderen Wissenschaftsgebiet ausgeschrieben.

## Preisträger
- 1999: Research and/or Innovation in Education: Jürgen Baumert, Deutschland
- 2000: Molecular Structure: Kenneth Holmes, Deutschland / Vereinigtes Königreich
- 2001: Climate Research: André Berger, Belgien
- 2002: Cognitive Sciences: Annette Karmiloff-Smith, Vereinigtes Königreich
- 2003: Archaeology: Colin Renfrew, Vereinigtes Königreich
- 2004: Bioinformatics: Amos Bairoch, Schweiz
- 2005: Nano-Engineering: Donal Bradley, Vereinigtes Königreich
- 2006: Immigration and Social Cohesion in Modern Societies: Rainer Bauböck, Österreich
- 2007: Medical Imaging: Willi A. Kalender, Deutschland
- 2008: Astrophysics: Simon White, Deutschland / Vereinigtes Königreich
- 2009: The Human Brain – The Human Mind: Uta Frith und Chris Frith, Vereinigtes Königreich
- 2010: Biodiversity: Ilkka Hanski, Finnland
- 2011: Demography: James Vaupel, Deutschland
- 2012: Mathematics: Uffe Haagerup, Dänemark